# Grand Prix Włoch 2013

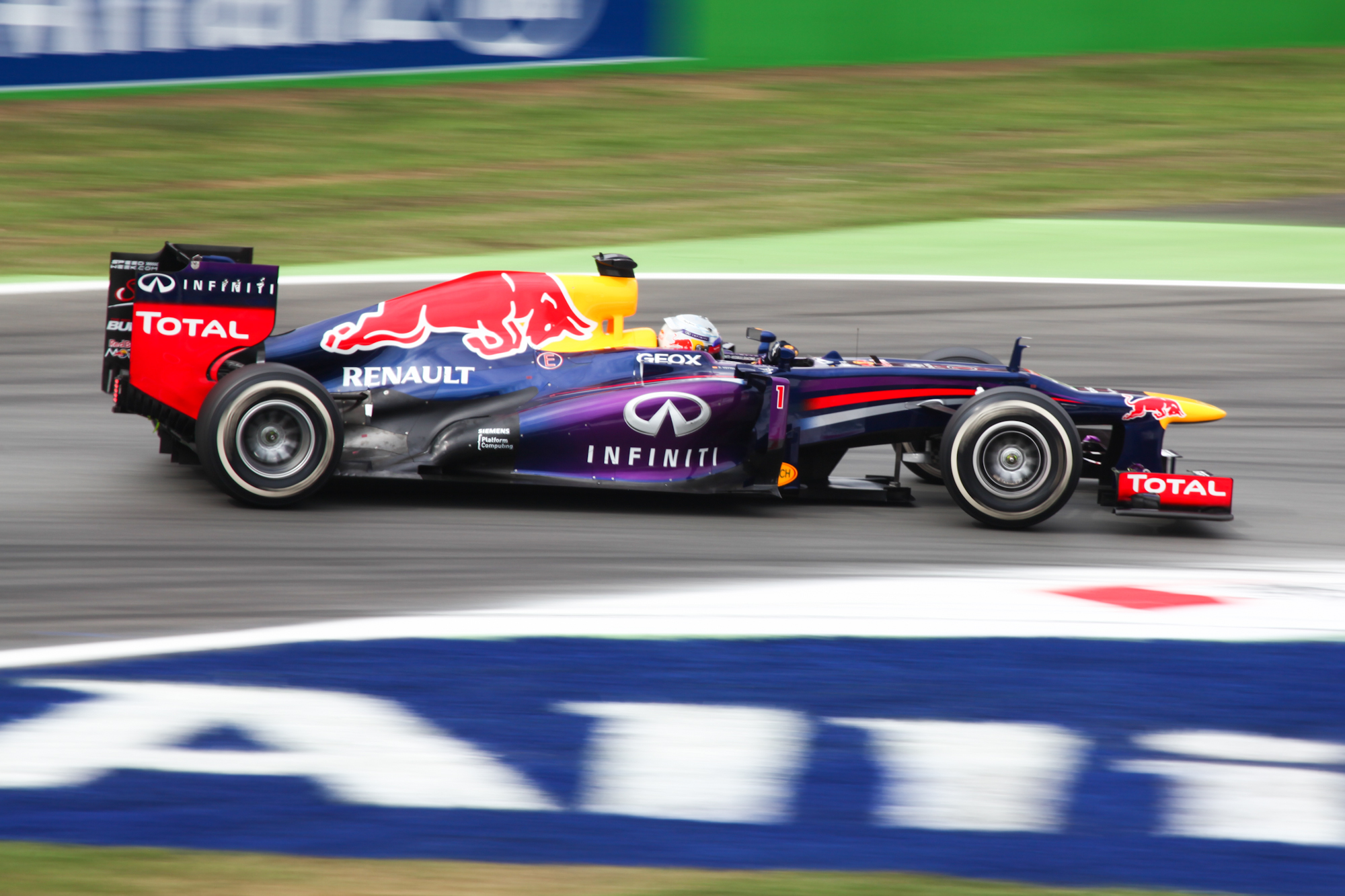
Sebastian Vettel podczas Grand Prix Włoch 2013

Grand Prix Włoch 2013 (oficjalnie 2013 Formula 1 Gran Premio d’Italia) – dwunasta runda Mistrzostw Świata Formuły 1 w sezonie 2013.

## Lista startowa
Na niebieskim tle kierowcy biorący udział jedynie w piątkowych treningach
| Nr | Kierowca            | Zespół                        | Samochód          | Silnik               | Opony |
| -- | ------------------- | ----------------------------- | ----------------- | -------------------- | ----- |
| 1  | Sebastian Vettel    | Infiniti Red Bull Racing      | Red Bull RB9      | Renault RS27-2013    | P     |
| 2  | Mark Webber         | Infiniti Red Bull Racing      | Red Bull RB9      | Renault RS27-2013    | P     |
| 3  | Fernando Alonso     | Scuderia Ferrari              | Ferrari F138      | Ferrari 056          | P     |
| 4  | Felipe Massa        | Scuderia Ferrari              | Ferrari F138      | Ferrari 056          | P     |
| 5  | Jenson Button       | Vodafone McLaren Mercedes     | McLaren MP4-28    | Mercedes-Benz FO108F | P     |
| 6  | Sergio Pérez        | Vodafone McLaren Mercedes     | McLaren MP4-28    | Mercedes-Benz FO108F | P     |
| 7  | Kimi Räikkönen      | Lotus F1 Team                 | Lotus E21         | Renault RS27-2013    | P     |
| 8  | Romain Grosjean     | Lotus F1 Team                 | Lotus E21         | Renault RS27-2013    | P     |
| 9  | Nico Rosberg        | Mercedes AMG Petronas F1 Team | Mercedes F1 W04   | Mercedes-Benz FO108F | P     |
| 10 | Lewis Hamilton      | Mercedes AMG Petronas F1 Team | Mercedes F1 W04   | Mercedes-Benz FO108F | P     |
| 11 | Nico Hülkenberg     | Sauber F1 Team                | Sauber C32        | Ferrari 056          | P     |
| 12 | Esteban Gutiérrez   | Sauber F1 Team                | Sauber C32        | Ferrari 056          | P     |
| 14 | Paul di Resta       | Sahara Force India F1 Team    | Force India VJM06 | Mercedes-Benz FO108F | P     |
| 15 | Adrian Sutil        | Sahara Force India F1 Team    | Force India VJM06 | Mercedes-Benz FO108F | P     |
| 15 | James Calado        | Sahara Force India F1 Team    | Force India VJM06 | Mercedes-Benz FO108F | P     |
| 16 | Pastor Maldonado    | Williams F1 Team              | Williams FW35     | Renault RS27-2013    | P     |
| 17 | Valtteri Bottas     | Williams F1 Team              | Williams FW35     | Renault RS27-2013    | P     |
| 18 | Jean-Éric Vergne    | Scuderia Toro Rosso           | Toro Rosso STR8   | Ferrari 056          | P     |
| 19 | Daniel Ricciardo    | Scuderia Toro Rosso           | Toro Rosso STR8   | Ferrari 056          | P     |
| 20 | Charles Pic         | Caterham F1 Team              | Caterham CT03     | Renault RS27-2013    | P     |
| 21 | Giedo van der Garde | Caterham F1 Team              | Caterham CT03     | Renault RS27-2013    | P     |
| 21 | Heikki Kovalainen   | Caterham F1 Team              | Caterham CT03     | Renault RS27-2013    | P     |
| 22 | Jules Bianchi       | Marussia F1 Team              | Marussia MR02     | Cosworth CA2013      | P     |
| 22 | Rodolfo González    | Marussia F1 Team              | Marussia MR02     | Cosworth CA2013      | P     |
| 23 | Max Chilton         | Marussia F1 Team              | Marussia MR02     | Cosworth CA2013      | P     |
| Nr | Kierowca            | Zespół                        | Samochód          | Silnik               | Opony |

## Wyniki

### Sesje treningowe
Źródło: Wyprzedź Mnie!
| Sesja | Nr | Kierowca         | Konstruktor      | Czas     | Okr. |
| ----- | -- | ---------------- | ---------------- | -------- | ---- |
| 1     | 10 | Lewis Hamilton   | Mercedes         | 1:25,565 | 24   |
| 2     | 1  | Sebastian Vettel | Red Bull-Renault | 1:24,453 | 39   |
| 3     | 1  | Sebastian Vettel | Red Bull-Renault | 1:24,360 | 18   |

### Kwalifikacje
Źródło: Wyprzedź Mnie!
| Poz. | Nr | Kierowca            | Konstruktor          | Q1       | Q2       | Q3       | Poz. s. |
| ---- | -- | ------------------- | -------------------- | -------- | -------- | -------- | ------- |
| 1    | 1  | Sebastian Vettel    | Red Bull-Renault     | 1:24,319 | 1:23,977 | 1:23,755 | 1       |
| 2    | 2  | Mark Webber         | Red Bull-Renault     | 1:24,923 | 1:24,263 | 1:23,968 | 2       |
| 3    | 11 | Nico Hülkenberg     | Sauber-Ferrari       | 1:24,776 | 1:24,305 | 1:24,065 | 3       |
| 4    | 4  | Felipe Massa        | Ferrari              | 1:24,950 | 1:24,479 | 1:24,132 | 4       |
| 5    | 3  | Fernando Alonso     | Ferrari              | 1:24,661 | 1:24,227 | 1:24,142 | 5       |
| 6    | 9  | Nico Rosberg        | Mercedes             | 1:24,527 | 1:24,393 | 1:24,192 | 6       |
| 7    | 19 | Daniel Ricciardo    | Toro Rosso-Ferrari   | 1:24,655 | 1:24,290 | 1:24,209 | 7       |
| 8    | 6  | Sergio Pérez        | McLaren-Mercedes     | 1:24,635 | 1:24,592 | 1:24,502 | 8       |
| 9    | 5  | Jenson Button       | McLaren-Mercedes     | 1:24,739 | 1:24,563 | 1:24,515 | 9       |
| 10   | 18 | Jean-Éric Vergne    | Toro Rosso-Ferrari   | 1:24,630 | 1:24,575 | 1:28,050 | 10      |
| 11   | 7  | Kimi Räikkönen      | Lotus-Renault        | 1:24,819 | 1:24,610 | –        | 11      |
| 12   | 10 | Lewis Hamilton      | Mercedes             | 1:24,589 | 1:24,803 | –        | 12      |
| 13   | 8  | Romain Grosjean     | Lotus-Renault        | 1:24,737 | 1:24,848 | –        | 13      |
| 14   | 15 | Adrian Sutil        | Force India-Mercedes | 1:25,030 | 1:24,932 | –        | 17      |
| 15   | 16 | Pastor Maldonado    | Williams-Renault     | 1:24,905 | 1:25,011 | –        | 14      |
| 16   | 14 | Paul di Resta       | Force India-Mercedes | 1:25,009 | 1:25,077 | –        | 15      |
| 17   | 12 | Esteban Gutiérrez   | Sauber-Ferrari       | 1:25,226 | –        | –        | 16      |
| 18   | 17 | Valtteri Bottas     | Williams-Renault     | 1:25,291 | –        | –        | 18      |
| 19   | 21 | Giedo van der Garde | Caterham-Renault     | 1:26,406 | –        | –        | 19      |
| 20   | 20 | Charles Pic         | Caterham-Renault     | 1:26,563 | –        | –        | 20      |
| 21   | 22 | Jules Bianchi       | Marussia-Cosworth    | 1:27,085 | –        | –        | 21      |
| 22   | 23 | Max Chilton         | Marussia-Cosworth    | 1:27,480 | –        | –        | 22      |

### Wyścig
Źródło: Wyprzedź Mnie!
| P                 | + / –     | Nr | Kierowca            | Konstruktor          | Okr. | Czas / Strata         | Komentarz |
| ----------------- | --------- | -- | ------------------- | -------------------- | ---- | --------------------- | --------- |
| 1                 | Bez zmian | 1  | Sebastian Vettel    | Red Bull-Renault     | 53   | 1h18m33,352           |           |
| 2                 | 3         | 3  | Fernando Alonso     | Ferrari              | 53   | +0:05,467             |           |
| 3                 | 1         | 2  | Mark Webber         | Red Bull-Renault     | 53   | +0:06,350             |           |
| 4                 | Bez zmian | 4  | Felipe Massa        | Ferrari              | 53   | +0:09,361             |           |
| 5                 | 2         | 11 | Nico Hülkenberg     | Sauber-Ferrari       | 53   | +0:10,355             |           |
| 6                 | Bez zmian | 9  | Nico Rosberg        | Mercedes             | 53   | +0:10,999             |           |
| 7                 | Bez zmian | 19 | Daniel Ricciardo    | Toro Rosso-Ferrari   | 53   | +0:32,329             |           |
| 8                 | 5         | 8  | Romain Grosjean     | Lotus-Renault        | 53   | +0:33,130             |           |
| 9                 | 3         | 10 | Lewis Hamilton      | Mercedes             | 53   | +0:33,527             |           |
| 10                | 1         | 5  | Jenson Button       | McLaren-Mercedes     | 53   | +0:38,327             |           |
| 11                | Bez zmian | 7  | Kimi Räikkönen      | Lotus-Renault        | 53   | +0:38,695             |           |
| 12                | 4         | 6  | Sergio Pérez        | McLaren-Mercedes     | 53   | +0:39,765             |           |
| 13                | 3         | 12 | Esteban Gutiérrez   | Sauber-Ferrari       | 53   | +0:40,880             |           |
| 14                | Bez zmian | 16 | Pastor Maldonado    | Williams-Renault     | 53   | +0:49,085             |           |
| 15                | 3         | 17 | Valtteri Bottas     | Williams-Renault     | 53   | +0:56,827             |           |
| 16                | 1         | 15 | Adrian Sutil        | Force India-Mercedes | 52   | +1 okr.               | hamulce   |
| 17                | 3         | 20 | Charles Pic         | Caterham-Renault     | 52   | +1 okr.               |           |
| 18                | 1         | 21 | Giedo van der Garde | Caterham-Renault     | 52   | +1 okr.               |           |
| 19                | 2         | 22 | Jules Bianchi       | Marussia-Cosworth    | 52   | +1 okr.               |           |
| 20                | 2         | 23 | Max Chilton         | Marussia-Cosworth    | 52   | +1 okr.               |           |
| Niesklasyfikowani |           |    |                     |                      |      |                       |           |
|                   |           | 18 | Jean-Éric Vergne    | Toro Rosso-Ferrari   | 14   | skrzynia biegów       |           |
|                   |           | 14 | Paul di Resta       | Force India-Mercedes | 0    | kolizja z Grosjean’em |           |
| P                 | + / –     | Nr | Kierowca            | Konstruktor          | Okr. | Czas / Strata         | Komentarz |

### Najszybsze okrążenie
Źródło: Wyprzedź Mnie!
| Nr | Kierowca       | Konstruktor | Czas     | Okr. |
| -- | -------------- | ----------- | -------- | ---- |
| 10 | Lewis Hamilton | Mercedes    | 1:25,849 | 51   |

## Prowadzenie w wyścigu
Źródło: Racing-Reference
| Nr                              | Kierowca         | Okrążenia   | Suma |
| ------------------------------- | ---------------- | ----------- | ---- |
| 1                               | Sebastian Vettel | 1-23, 27-53 | 49   |
| 3                               | Fernando Alonso  | 23-27       | 4    |
| \| Wykres \| \| ------ \| \| \| |                  |             |      |
| Wykres                          |                  |             |      |
|                                 |                  |             |      |

## Klasyfikacja po wyścigu

### Kierowcy
| P  | +/− | Kierowca            | Starty | Punkty | P1 | P2 | P3 | PP | NO | NS |
| -- | --- | ------------------- | ------ | ------ | -- | -- | -- | -- | -- | -- |
| 1  | 0   | Sebastian Vettel    | 12     | 222    | 6  | 1  | 2  | 4  | 4  | 1  |
| 2  | 0   | Fernando Alonso     | 12     | 169    | 2  | 4  | 1  | –  | 1  | 1  |
| 3  | 0   | Lewis Hamilton      | 12     | 141    | 1  | –  | 4  | 5  | 1  | –  |
| 4  | 0   | Kimi Räikkönen      | 12     | 134    | 1  | 5  | –  | –  | 1  | 1  |
| 5  | 0   | Mark Webber         | 12     | 130    | –  | 2  | 2  | –  | 3  | 1  |
| 6  | 0   | Nico Rosberg        | 12     | 104    | 2  | –  | –  | 3  | –  | 2  |
| 7  | 0   | Felipe Massa        | 12     | 79     | –  | –  | 1  | –  | –  | 2  |
| 8  | 0   | Romain Grosjean     | 12     | 57     | –  | –  | 2  | –  | –  | 2  |
| 9  | 0   | Jenson Button       | 12     | 48     | –  | –  | –  | –  | –  | –  |
| 10 | 0   | Paul di Resta       | 12     | 36     | –  | –  | –  | –  | –  | 3  |
| 11 | 0   | Adrian Sutil        | 12     | 25     | –  | –  | –  | –  | –  | 3  |
| 12 | 0   | Sergio Pérez        | 12     | 18     | –  | –  | –  | –  | 1  | –  |
| 13 | +1  | Daniel Ricciardo    | 12     | 18     | –  | –  | –  | –  | –  | 2  |
| 14 | +1  | Nico Hülkenberg     | 11     | 17     | –  | –  | –  | –  | –  | 1  |
| 15 | −2  | Jean-Éric Vergne    | 12     | 13     | –  | –  | –  | –  | –  | 5  |
| 16 | 0   | Pastor Maldonado    | 12     | 1      | –  | –  | –  | –  | –  | 3  |
| 17 | 0   | Valtteri Bottas     | 12     | 0      | –  | –  | –  | –  | –  | 1  |
| 18 | 0   | Esteban Gutiérrez   | 12     | 0      | –  | –  | –  | –  | 1  | 2  |
| 19 | 0   | Jules Bianchi       | 12     | 0      | –  | –  | –  | –  | –  | 2  |
| 20 | 0   | Charles Pic         | 12     | 0      | –  | –  | –  | –  | –  | 2  |
| 21 | 0   | Giedo van der Garde | 12     | 0      | –  | –  | –  | –  | –  | 2  |
| 22 | 0   | Max Chilton         | 12     | 0      | –  | –  | –  | –  | –  | –  |
| P  | +/− | Kierowca            | Starty | Punkty | P1 | P2 | P3 | PP | NO | NS |

### Konstruktorzy
| P  | +/− | Konstruktor          | Starty | Punkty | P1 | P2 | P3 | PP | NO | NS |
| -- | --- | -------------------- | ------ | ------ | -- | -- | -- | -- | -- | -- |
| 1  | 0   | Red Bull-Renault     | 24     | 352    | 6  | 3  | 4  | 4  | 7  | 2  |
| 2  | +1  | Ferrari              | 24     | 248    | 2  | 4  | 2  | –  | 1  | 3  |
| 3  | −1  | Mercedes             | 24     | 245    | 3  | –  | 4  | 8  | 1  | 1  |
| 4  | 0   | Lotus-Renault        | 24     | 191    | 1  | 5  | 2  | –  | 1  | 3  |
| 5  | 0   | McLaren-Mercedes     | 24     | 66     | –  | –  | –  | –  | 1  | –  |
| 6  | 0   | Force India-Mercedes | 24     | 61     | –  | –  | –  | –  | –  | 6  |
| 7  | 0   | Toro Rosso-Ferrari   | 24     | 31     | –  | –  | –  | –  | –  | 7  |
| 8  | 0   | Sauber-Ferrari       | 23     | 17     | –  | –  | –  | –  | 1  | 3  |
| 9  | 0   | Williams-Renault     | 24     | 1      | –  | –  | –  | –  | –  | 4  |
| 10 | 0   | Marussia-Cosworth    | 24     | 0      | –  | –  | –  | –  | –  | 2  |
| 11 | 0   | Caterham-Renault     | 24     | 0      | –  | –  | –  | –  | –  | 4  |
| P  | +/− | Konstruktor          | Starty | Punkty | P1 | P2 | P3 | PP | NO | NS |